# Tratado de Lödöse
O Tratado de Lödöse (em norueguês:  Freden i Lödöse, em sueco:  Freden i Lödöse) foi um tratado de paz entre o rei Érico XI da Suécia e o rei Haakon IV da Noruega. O tratado foi negociado entre o rei Haakon e o Jarl da Suécia, Birger Jarl, na antiga cidade medieval de Lödöse, durante o verão de 1249. O principal objetivo do tratado era evitar hostilidade mútua de escalada para a guerra. Algumas facções da nobreza sueca queriam atacar a Noruega em retribuição para uma incursão pelo rei Haakon, que tinha como alvo rebeldes noruegueses na província sueca de Varmlândia 24 anos antes.
Em Lödöse, as duas partes juraram que a partir de então a fraternidade e a paz deveria prevalecer entre os dois reinos e que nenhum dos dois iria apoiar ou fornecer um refúgio para os inimigos do outro. Também foi decidido que a filha de Birger, Rikissa, iria se casar com o filho de Haakon, Haakon Haakonsson.